# Rabia Bala Hatun
Rabia Bala Hatun (en turco otomano: رابعہ بالا ھاتون; "niña de primavera") (c.1258 — Söğüt, enero de 1324), también conocida como Bala Hatun, fue la segunda esposa del sultán Osman I, el fundador del Imperio Otomano. .

## Biografía
Nació como hija de Sheikh Edebali, Según la leyenda, después de la primera victoria local de Osmán sobre los señores bizantinos vecinos, tuvo un sueño cuyo significado no estaba claro para él. En este sueño, una luna salía del pecho del muy respetado jeque Edebali y se colocaba sobre el pecho de Osmán y de allí crecía un árbol que proyectaba una sombra sobre el mundo entero. 
Debajo de las ramas del árbol había montañas, de las cuales brotaba agua que servía para saciar la sed de algunos y para regar las llanuras. Cuando Osman le pidió a Edebali que le explicara el significado del sueño, explicó que un árbol gigante daría sombra al mundo entero, refiriéndose a la fundación del Imperio Otomano y ofreció a Osman a su hija en matrimonio el cual se llevó a cabo por razones políticas. 
Según los registros del gobierno central, la propiedad que recibió fue la aldea de Kozağaç, distrito de Bilecik. El éxito de la primera campaña militar otomana, así como la conversión de un gran número de cristianos balcánicos, se debió en gran medida a la autoridad espiritual de líderes como Edebali. Del matrimonio de Osman y Rabi'a Bala Hatun nació un hijo. Ala al-Din Ali (1290-1331)

## Muerte
Murió en enero de 1324 en Bilecik, donde vivía desde hacía más de 20 años junto a su padre, no existen datos relevantes sobre su vida ya que a partir del  décimo año de casada, se trasladó a vivir con su familia, a pesar de que su muerte precedió a la de su esposo.
Fue enterrada con sus padres, sus restos descansan en la tumba familiar.

## Descendencia
- Alaadin Paşa (1290 — 1331)